# Comuna Prîvitne, Kirovske
Prîvitne (în ucraineană Привітне) este o comună în raionul Kirovske, Republica Autonomă Crimeea, Ucraina, formată din satele Aivazovske și Prîvitne (reședința).

## Demografie
Componența lingvistică a comunei Prîvitne
     Rusă (66,14%)
     Tătară crimeeană (29,05%)
     Ucraineană (4,07%)
     Alte limbi (0,27%)
Conform recensământului din 2001, majoritatea populației comunei Prîvitne era vorbitoare de rusă (66,14%), existând în minoritate și vorbitori de tătară crimeeană (29,05%) și ucraineană (4,07%).